# Eminia lepida
Eminia lepida là một loài chim trong họ Cisticolidae.